# 1973 en Italie
Chronologie de l'Italie
- 1969
- 1970
- 1971
- 1972
- 1973
- 1974
- 1975
- 1976
- 1977

## Événements
- 1er janvier : entrée en vigueur de la réforme fiscale[1] ; centralisation de la collecte des impôts à l'échelon de l'administration centrale, instauration d'une taxe sur la valeur ajoutée au taux de 10 %, d'un impôt sur le revenu, d'un impôt sur les bénéfices des entreprises. Un impôt local sur les revenus immobiliers est créé pour accroître les ressources des régions.
- 12 février : dévaluation du dollar. Le 13 février, après le Royaume-Uni et l’Irlande (23-27 juin 1972), l'Italie opte pour le flottement autonome de sa monnaie hors du serpent monétaire européen[2]. Le taux d’inflation atteint 11,6 % en 1973 (6,3 % en 1972)[3].

- 10 avril : inauguration du nouveau Teatro Regio de Turin[4].
- 19 avril : signature du premier contrat national des métallurgistes où sont prévues 150 heures de formations rémunérées tous les trois ans assurées aux travailleurs (150 ore per il diritto allo studio (it))[5].

- 17 mai : attentat contre un commissariat de Milan attribué à Gianfranco Bertoli, un anarchiste disant vouloir de venger la mort de Giuseppe Pinelli, visant l'ancien ministre de l'Intérieur Mariano Rumor. Il fait quatre morts et quarante-six blessés[6].
- 6 - 10 juin : congrès de la Démocratie chrétienne à Rome. Amintore Fanfani est élu secrétaire du parti à la place d’Arnaldo Forlani. Le Congrès décide le retour au centre gauche[7].
- 10 - 11 juin : élections régionales en Vallée d'Aoste[8].
- 12 juin : le président du Conseil italien Giulio Andreotti démissionne[9].

- 27 juin : Citroën et Fiat annoncent leur décision de mettre fin aux rapports établis en 1968[10] ; Michelin rachète la participation actionnaire de Fiat[11].

- 7 juillet : Mariano Rumor forme son quatrième gouvernement de centre gauche[9].
- 10 juillet : John Paul Getty III est enlevé à Rome par des malfaiteurs liés à la 'Ndrangheta. Son grand-père refuse de payer la rançon de 17 millions de dollars réclamée par les ravisseurs. Après que les ravisseurs ont coupé une oreille et une boucle de cheveux à leur otage et les ont envoyées au journal italien Il Messaggero le 15 novembre, J. Paul Getty accepte, après négociations avec les ravisseurs, de payer 3 millions de dollars[12].

- 27 août : attaque du bar Versilia à Lido di Camaiore par des militants d'extrême gauche à la suite de l'agression d'un des leurs par des sympathisants d'extrême droite[13].

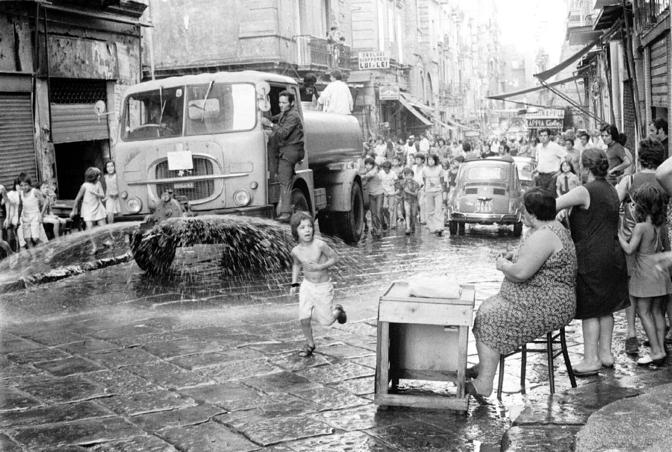
Désinfestation des rues de Naples lors de l'épidémie de choléra de 1973.

- 28 août : début d'une épidémie de choléra à Torre del Greco, près de Naples[14].

- 28 septembre : le Sarde Enrico Berlinguer, élu à la tête du PCI en 1972, lance dans une série d’articles dans la revue Rinascita l’idée du « compromis historique » avec la DC et le PSI. Ce rapprochement défensif est dicté par la peur d’un coup d’État de droite à la suite des événements du Chili et repose sur le postulat que morales catholique et communiste, également opposées au libéralisme sauvage, peuvent trouver un terrain d’entente[15].
- 21 novembre : condamnation des dirigeants d'Ordine Nuovo pour « reconstitution du Parti national fasciste » (loi Scelba), qui entraîne la dissolution officielle par le ministre de l'Intérieur Paolo Emilio Taviani. Le groupe passe à la clandestinité[16].
- 23 novembre : le gouvernement italien prend des mesures d'austérité pour faire face à la crise pétrolière[17].
- 17 décembre : un groupe de terroristes palestiniens attaque un avion de la Pan Am à l'aéroport de Fiumicino, faisant 32 morts. Ils capturent 14 otages puis s'enfuient à bord d'un autre avion de la Lufthansa à destination du Koweït via Athènes et Damas[18].

## Culture

### Cinéma
- 21 juillet : 18e cérémonie des David di Donatello.
- Box-office Italie 1973-1974

#### Films italiens sortis en 1973
- 13 septembre : Il delitto Matteotti, film de Florestano Vancini
- 20 décembre : Sessomatto, film de Dino Risi

#### Autres films sortis en Italie en 1973
- 7 mars : Ludwig (Ludwig ou le Crépuscule des dieux), film franco-germano-italien de Luchino Visconti, avec Helmut Berger, Trevor Howard, Romy Schneider et Silvana Mangano
- 22 mars : L'amerikano (État de siège), film français de Costa-Gavras
- 24 septembre : La grande abbuffata (La Grande Bouffe), film franco-italien de Marco Ferreri
- 30 novembre : Due contro la città (Deux hommes dans la ville), film franco-italien de José Giovanni
- 20 décembre : Le folli avventure di Rabbi Jacob (Les Aventures de Rabbi Jacob), film franco-italien de Gérard Oury

#### Mostra de Venise
- Lion d'or : non décerné
- Coupe Volpi pour la meilleure interprétation féminine : non décerné
- Coupe Volpi pour la meilleure interprétation masculine : non décerné

### Littérature

#### Prix et récompenses
- Prix Strega : Manlio Cancogni, Allegri, gioventù (Rizzoli)
- Prix Bagutta : Sergio Solmi, Meditazione sullo scorpione, (Adelphi)
- Prix Campiello : Carlo Sgorlon, Il trono di legno
- Prix Napoli : Luigi Compagnone (it), Città di mare con abitanti, (Rusconi)
- Prix Viareggio : Achille Campanile, Manuale di conversazione

## Naissances en 1973
- 16 juin : Federica Mogherini, femme politique, ministre des Affaires étrangères du gouvernement Renzi en 2014.
- 23 septembre : Valentino Fois, coureur cycliste.  († 28 mars 2008)

## Décès en 1973
- 21 mai : Carlo Emilio Gadda, 79 ans, écrivain. (° 14 novembre 1893)
- 26 septembre : Anna Magnani, 65 ans, actrice. (° 7 mars 1908)
- 28 octobre : Sergio Tofano, 87 ans, auteur de bande dessinée, illustrateur, acteur et réalisateur, créateur de Signor Bonaventura. (° 20 août 1886)
- 13 novembre : Bruno Maderna, 53 ans, compositeur et chef d'orchestre. (° 21 avril 1920)
- 17 décembre : Amleto Cicognani, 90 ans, cardinal, secrétaire d'État (° 24 février 1883).